# São Pedro do Sul
São Pedro do Sul és un municipi portuguès, situat al districte de Viseu, a la regió del Centre i a la subregió de Dão-Lafões. L'any 2004 tenia 19.215 habitants. Es divideix en 19 freguesias. Limitadal nord-est amb Castro Daire, al sud-est amb Viseu, al sud amb Vouzela, al sud i oest amb Oliveira de Frades (territori nord), a l'oest amb Vale de Cambra i al nord-oest amb Arouca. El concelho fou creat el 1836 per la divisió de l'antic concelho de Lafões, del que només era una de les seves dues seus, conjuntament amb Vouzela.

## Població
| Població del concelho de São Pedro do Sul (1849 – 2004) | Població del concelho de São Pedro do Sul (1849 – 2004) | Població del concelho de São Pedro do Sul (1849 – 2004) | Població del concelho de São Pedro do Sul (1849 – 2004) | Població del concelho de São Pedro do Sul (1849 – 2004) | Població del concelho de São Pedro do Sul (1849 – 2004) | Població del concelho de São Pedro do Sul (1849 – 2004) | Població del concelho de São Pedro do Sul (1849 – 2004) |
| ------------------------------------------------------- | ------------------------------------------------------- | ------------------------------------------------------- | ------------------------------------------------------- | ------------------------------------------------------- | ------------------------------------------------------- | ------------------------------------------------------- | ------------------------------------------------------- |
| 1849                                                    | 1900                                                    | 1930                                                    | 1960                                                    | 1981                                                    | 1991                                                    | 2001                                                    | 2004                                                    |
| 13844                                                   | 22051                                                   | 23426                                                   | 24273                                                   | 21220                                                   | 19985                                                   | 19083                                                   | 19215                                                   |

## Freguesías
- Baiões
- Bordonhos
- Candal
- Carvalhais
- Covas do Rio
- Figueiredo de Alva
- Manhouce
- Pindelo dos Milagres
- Pinho
- Santa Cruz da Trapa
- São Cristóvão de Lafões
- São Félix
- São Martinho das Moitas
- São Pedro do Sul
- Serrazes
- Sul
- Valadares
- Várzea
- Vila Maior